# 1155
El 1155 (MCLV) fou un any comú començat en dissabte del calendari julià.

## Esdeveniments
- Thomas Becket és nomenat canceller.[1]
- La ciutat de Bari es rebel·la contra el rei Guillem I de Sicília (Guillem el Dolent) de Sicília i reconeix l'emperador romà d'Orient, Manuel I Comnè, com el seu amo.[2]